# マルティン・クリザン
マルティン・クリザン（Martin Kližan, 1989年7月11日 - ）は、スロバキア・ブラチスラヴァ出身の男子プロテニス選手。これまでにATPツアーでシングルス6勝、ダブルス4勝を挙げている。身長191cm。左利き、バックハンド・ストロークは両手打ち。自己最高ランキングはシングルス24位、ダブルス73位。

## 選手経歴

### 2006年 ジュニア時代
3歳からテニスを始める。ジュニア時代は2006年全仏オープンのジュニアシングルスで優勝。ジュニア世界ランキング1位を記録。
| ジュニアグランドスラム |    |    |
| 全豪オープン           | A  | 3R |
| 全仏オープン           | W  | A  |
| ウィンブルドン         | 1R | 1R |
| 全米オープン           | 2R | A  |

### 2007年 プロ転向
2007年にプロに転向。同年からデビスカップスロバキア代表選手に選ばれている。

### 2010年 グランドスラム初出場
4大大会では2010年全米オープンで予選を勝ち上がり初出場し1回戦でフアン・カルロス・フェレーロに1-6, 3-6, 0-6で敗れた。

### 2012年 ツアー初優勝 最優秀賞新人賞
クリザンは2012年に躍進した。チャレンジャー大会で4勝を挙げ、ロンドン五輪でオリンピックに初出場した。シングルスでは1回戦でアメリカのアンディ・ロディックに、ルカシュ・ラツコと組んだダブルスでも1回戦でセルビアのヤンコ・ティプサレビッチ/ネナド・ジモニッチ組に敗れた。
2012年全米オープンでは1回戦でアレハンドロ・ファジャを6-4, 6-1, 6-2で、2回戦では世界ランキング6位で第5シードのジョー＝ウィルフリード・ツォンガを6-4, 1-6, 6-1, 6-3で、3回戦ではジェレミー・シャルディーを6-4, 6-4, 6-4で破り4回戦に進出した。4回戦ではマリン・チリッチに5-7, 4-6, 0-6で敗れた。サンクトペテルブルク・オープンではツアーで初めての決勝に進出し、ファビオ・フォニーニを6-2, 6-3で破り初優勝を果たした。2012年年頭の117位から29位までランキングを上げ2012年度のATPワールドツアー最優秀新人賞（Newcomer of the Year）を受賞した。

### 2013年 ツアーダブルス初優勝
2013年7月の クロアチア・オープンではダビド・マレーロとのダブルスで優勝し初のダブルスタイトルを獲得した。

### 2014年 ツアー単複2勝目
2014年4月のBMWオープンシングルスでは予選から勝ち上がり、決勝でファビオ・フォニーニを2-6, 6-1, 6-2で破りシングルス2勝目を挙げた。5月のニース・オープンでは、フィリップ・オズワルドと組んだダブルスの決勝で、ロハン・ボパンナ/アイサム＝ウル＝ハク・クレシ組を6-2, 6-0で破り、ダブルス2勝目を挙げた。全仏オープンでは1回戦で第9シードの錦織圭を7–6(4), 6–1, 6–2で破る。結果自己最高の3回戦まで進める。9月のチャイナ・オープンは準々決勝で第2シードのラファエル・ナダルに6–7(7), 6–4, 6–3で勝利した。

### 2016年 ツアー5勝目
2016年のABNアムロ世界テニス・トーナメントで500の大会では初めての決勝進出を果たす。決勝でガエル・モンフィスに6-7(1), 6-3, 6-1で勝利し、500の大会初優勝。その後、怪我のため欠場と低迷が続いた。しかし、7月のドイツ国際オープンでは決勝でパブロ・クエバスを6-1, 6-4で破り、500の大会で2勝目を挙げた。

### 2021年 引退
スロバキアテニス委員会を通して、ウィンブルドン選手権を最後に引退を発表した。ウィンブルドン予選2回戦を最後に現役を引退した。

### 2023年 復帰
引退後、スロバキアのペトルジャルカ市長選挙に立候補し、スロバキアテニス協会会長に立候補したが、どちらも落選した。引退後の余暇時間にはかつての試合を観返していた。2014年のチャイナ・オープン準々決勝でラファエル・ナダルに勝利した試合を再び観た後、プロテニスへの復帰について考え始め、2023年9月から、IMGアカデミーで復帰の準備とトレーニングをしながら過ごし、ITF男子サーキットで復帰戦を飾った。

## ATPツアー決勝進出結果

### シングルス: 7回 (6勝1敗)
| 大会グレード                            |
| グランドスラム (0-0)                    |
| ATPワールドツアー・ファイナル (0-0)     |
| ATPワールドツアー・マスターズ1000 (0-0) |
| ATPワールドツアー・500シリーズ (2-0)    |
| ATPワールドツアー・250シリーズ (4-1)    |

| サーフェス別タイトル |
| ハード (2-1)         |
| クレー (4-0)         |
| 芝 (0-0)             |
| カーペット (0-0)     |

| 結果   | No. | 決勝日        | 大会                 | サーフェス    | 対戦相手                   | スコア           |
| ------ | --- | ------------- | -------------------- | ------------- | -------------------------- | ---------------- |
| 優勝   | 1.  | 2012年9月23日 | サンクトペテルブルク | ハード (室内) | ファビオ・フォニーニ       | 6–2, 6–3         |
| 優勝   | 2.  | 2014年5月4日  | ミュンヘン           | クレー        | ファビオ・フォニーニ       | 2–6, 6–1, 6–2    |
| 優勝   | 3.  | 2015年4月12日 | カサブランカ         | クレー        | ダニエル・ヒメノ＝トラベル | 6–2, 6–2         |
| 優勝   | 4.  | 2016年2月14日 | ロッテルダム         | ハード (室内) | ガエル・モンフィス         | 6-7(1), 6-3, 6-1 |
| 優勝   | 5.  | 2016年7月17日 | ハンブルク           | クレー        | パブロ・クエバス           | 6-1, 6-4         |
| 優勝   | 6.  | 2018年8月4日  | キッツビュール       | クレー        | デニス・イストミン         | 6–2, 6–2         |
| 準優勝 | 1.  | 2018年9月23日 | サンクトペテルブルク | ハード (室内) | ドミニク・ティエム         | 3–6, 1–6         |

### ダブルス: 4回 (4勝0敗)
| 結果 | No. | 決勝日        | 大会             | サーフェス | パートナー             | 対戦相手                                      | スコア           |
| ---- | --- | ------------- | ---------------- | ---------- | ---------------------- | --------------------------------------------- | ---------------- |
| 優勝 | 1.  | 2013年7月28日 | ウマグ           | クレー     | ダビド・マレーロ       | ニコラス・モンロー シモン・シュタドラー       | 6-1, 5-7, [10-7] |
| 優勝 | 2.  | 2014年5月24日 | ニース           | クレー     | フィリップ・オズワルド | ロハン・ボパンナ アイサム＝ウル＝ハク・クレシ | 6–2, 6–0         |
| 優勝 | 3.  | 2015年2月22日 | リオデジャネイロ | クレー     | フィリップ・オズワルド | パブロ・アンドゥハル オリバー・マラチ         | 7–6(3), 6–4      |
| 優勝 | 4.  | 2016年7月23日 | ウマグ           | クレー     | ダビド・マレーロ       | ニコラ・メクティッチ アントニオ・シャンチッチ | 6-4, 6-2         |

## 成績
略語の説明
| W | F | SF | QF | #R | RR | Q# | LQ | A | Z# | PO | G | S | B | NMS | P | NH |

W=優勝, F=準優勝, SF=ベスト4, QF=ベスト8, #R=#回戦敗退, RR=ラウンドロビン敗退, Q#=予選#回戦敗退, LQ=予選敗退, A=大会不参加, Z#=デビスカップ/BJKカップ地域ゾーン, PO=デビスカップ/BJKカッププレーオフ, G=オリンピック金メダル, S=オリンピック銀メダル, B=オリンピック銅メダル, NMS=マスターズシリーズから降格, P=開催延期, NH=開催なし.
| 大会           | 2010 | 2011 | 2012 | 2013 | 2014 | 2015 | 2016 | 2017 | 2018 | 2019 | 通算成績 |
| -------------- | ---- | ---- | ---- | ---- | ---- | ---- | ---- | ---- | ---- | ---- | -------- |
| 全豪オープン   | LQ   | A    | A    | 1R   | 3R   | 2R   | 1R   | 1R   | A    | 1R   | 3–6      |
| 全仏オープン   | LQ   | A    | 2R   | 2R   | 3R   | 2R   | 1R   | 2R   | 2R   | 3R   | 9–8      |
| ウィンブルドン | A    | LQ   | 2R   | 1R   | 1R   | 1R   | 1R   | 1R   | A    | 1R   | 1–7      |
| 全米オープン   | 1R   | A    | 4R   | 1R   | 2R   | 2R   | 1R   | A    | A    | 1R   | 5–7      |

### 大会最高成績
| 大会                 | 成績 | 年                    |
| -------------------- | ---- | --------------------- |
| ATPファイナルズ      | A    | 出場なし              |
| インディアンウェルズ | 2R   | 2013, 2015-2017, 2019 |
| マイアミ             | 2R   | 2013, 2015            |
| モンテカルロ         | 2R   | 2019                  |
| マドリード           | 1R   | 2013, 2015, 2019      |
| ローマ               | 1R   | 2013, 2015            |
| カナダ               | 2R   | 2013                  |
| シンシナティ         | 2R   | 2015                  |
| 上海                 | 2R   | 2012, 2014, 2015      |
| パリ                 | 1R   | 2012, 2015, 2016      |
| オリンピック         | 1R   | 2012                  |
| デビスカップ         | Z1   | 2009-2012, 2017, 2018 |